# Đê chắn sóng

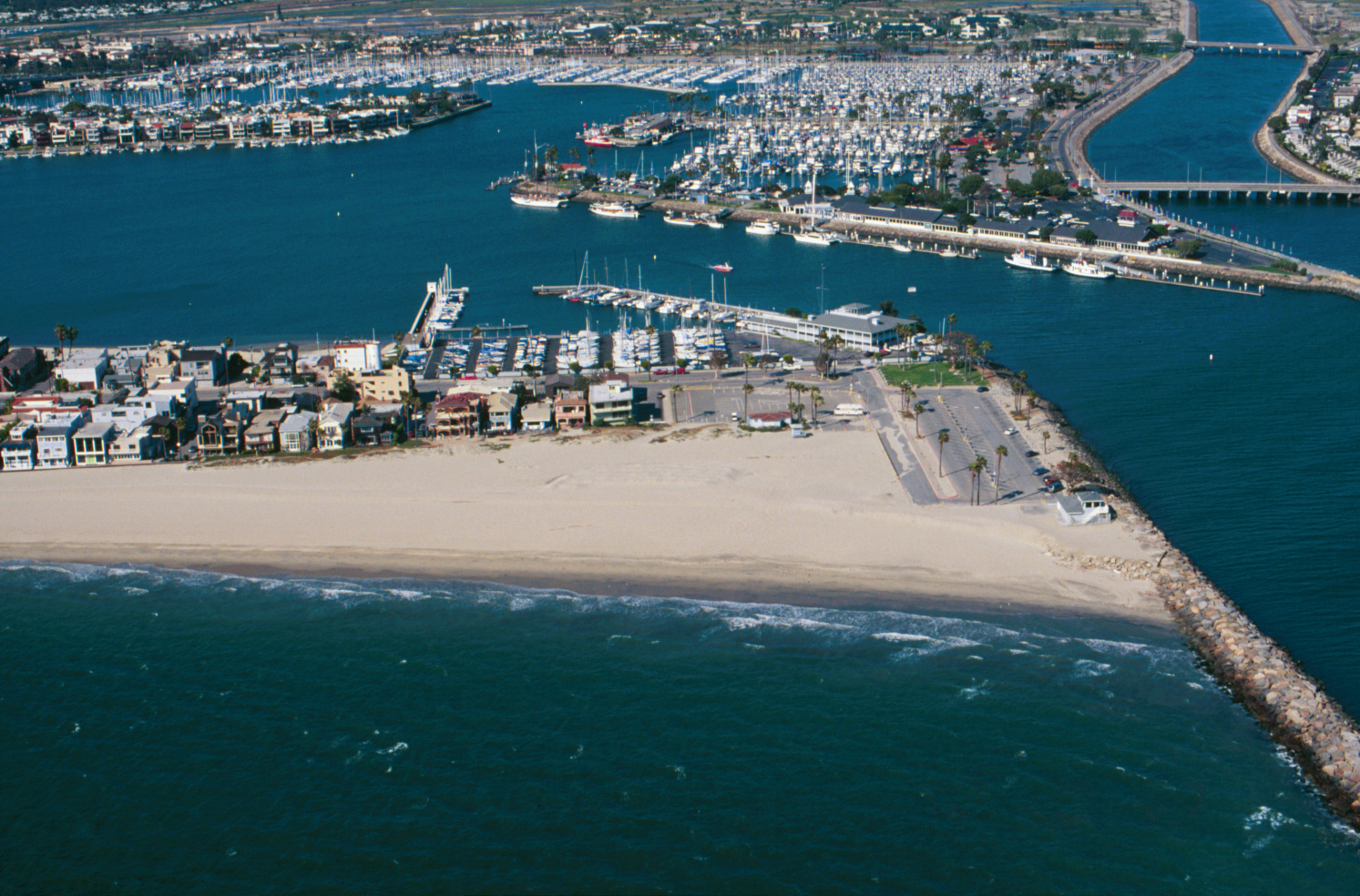
Vịnh Alamitos, California, kênh lối vào. Các đê chắn sóng tạo ra các bến cảng an toàn hơn, nhưng cũng có thể giữ lại trầm tích di chuyển dọc theo bờ biển.

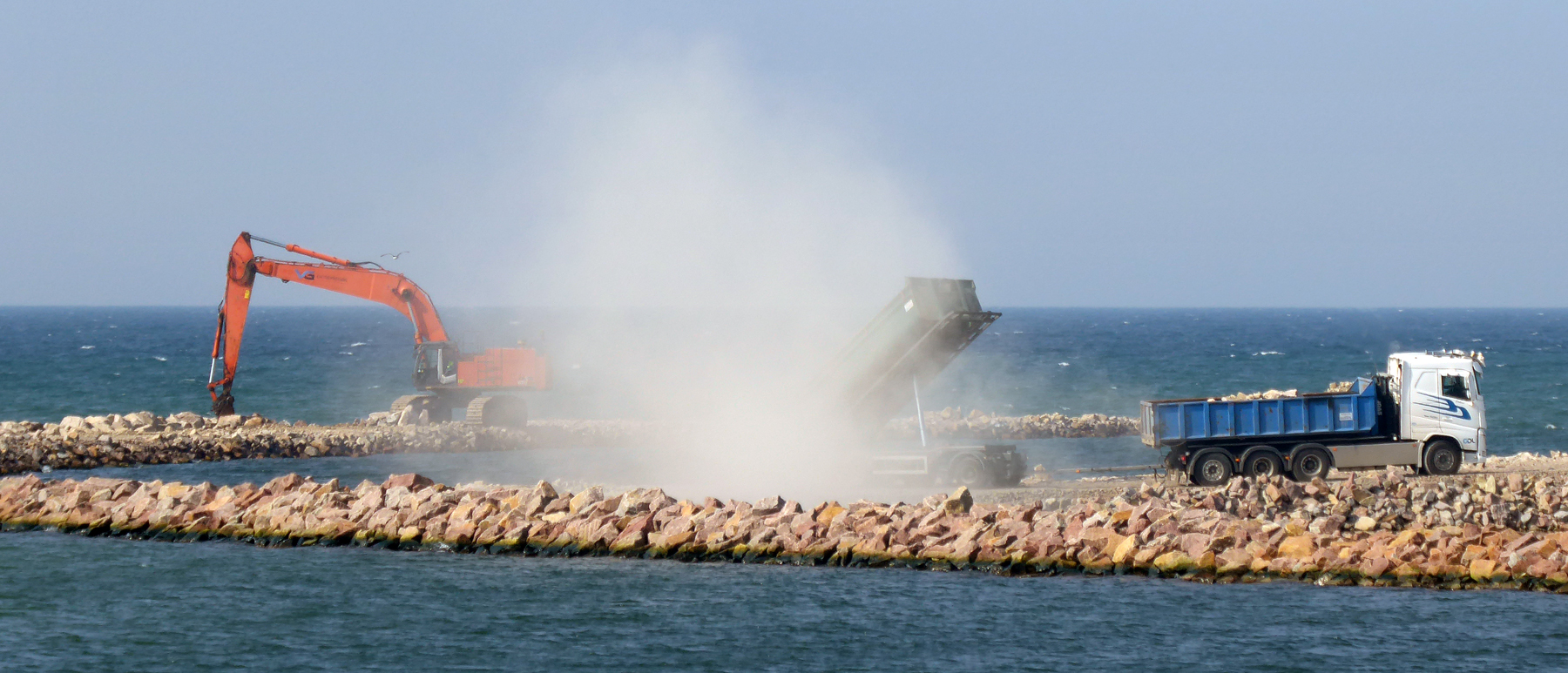
Đê chắn sóng đang được xây dựng ở Ystad, 2019

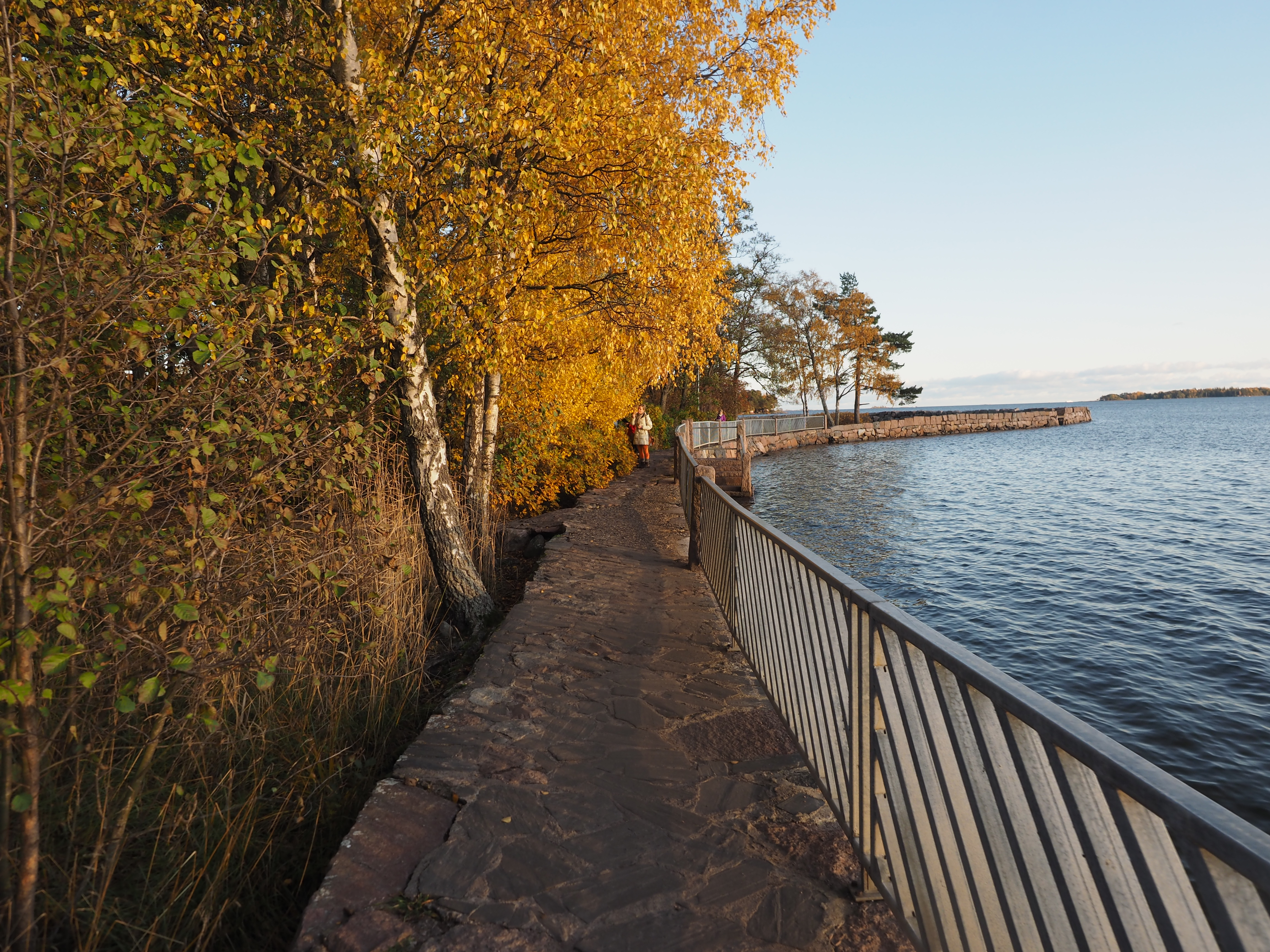
Một đê chắn sóng ở Haukilahti, Espoo, Phần Lan.

Đê chắn sóng là các công trình được xây dựng gần bờ biển như một phần của quản lý bờ biển hoặc để bảo vệ một khu neo đậu tránh các tác động của thời tiết và trôi dạt dọc bờ biển.

## Mục đích

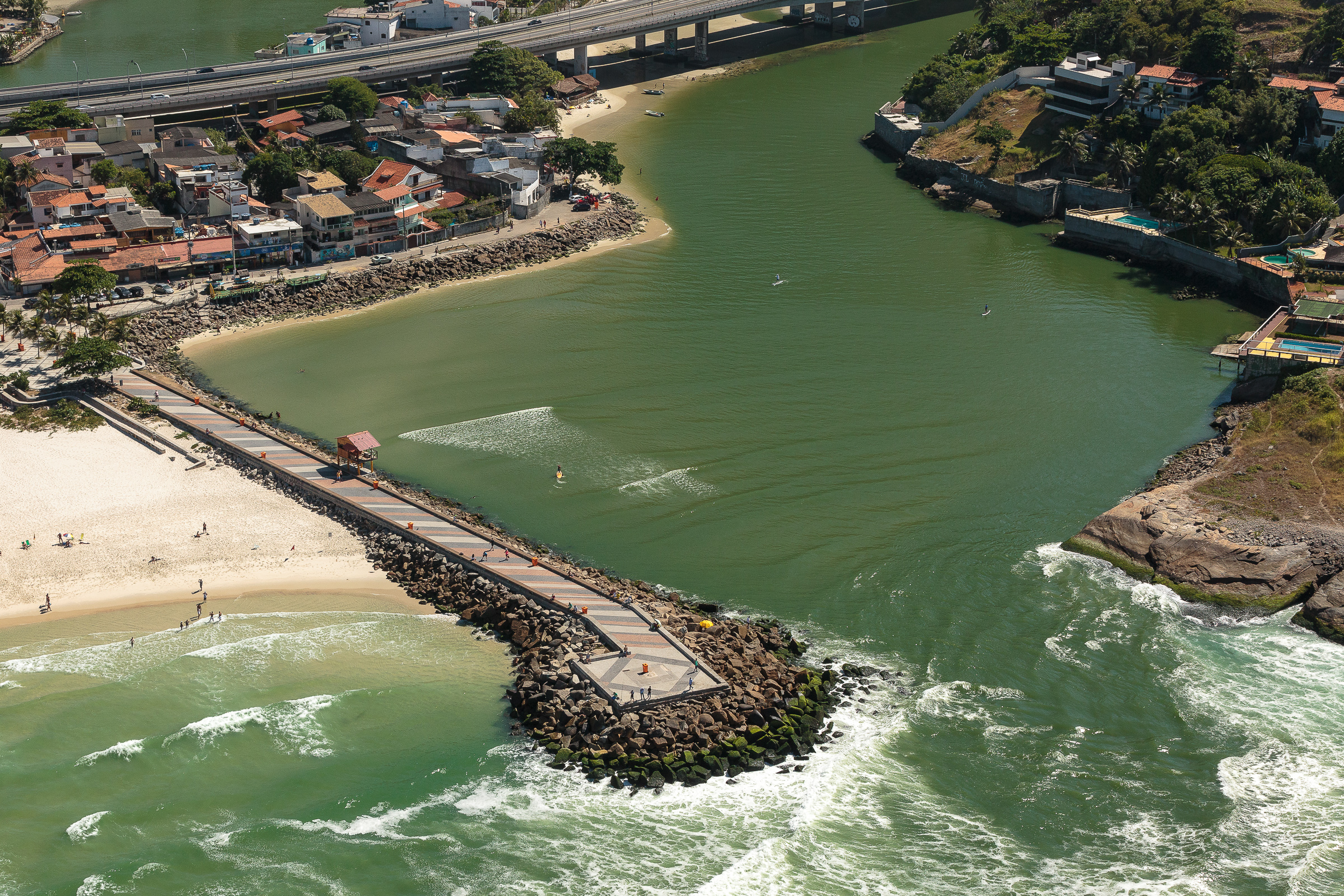
Barra da Tijuca - Rio de Janeiro

Đê chắn sóng làm giảm cường độ tác động của sóng trong vùng nước ven bờ và do đó cung cấp bến đỗ an toàn. Đê chắn sóng cũng có thể là những công trình nhỏ được thiết kế để bảo vệ một bãi biển dốc thoải nhằm giảm xói mòn bờ biển; chúng được xây dựng ở 100–300 foot (30–90 m) ngoài khơi ở vùng nước tương đối nông.
Một khu neo đậu chỉ an toàn nếu những con tàu neo ở đó được bảo vệ khỏi sức mạnh của sóng mạnh bởi một số cấu trúc lớn mà chúng có thể trú ẩn phía sau. Các bến cảng tự nhiên được hình thành bởi các rào cản như mũi đất hoặc đá ngầm. Các bến cảng nhân tạo có thể được tạo ra với sự hỗ trợ của các đê chắn sóng. Các bến cảng di động, chẳng hạn như bến cảng D-Day Mulberry, đã được đưa vào vị trí và hoạt động như đê chắn sóng. Một số bến cảng tự nhiên, chẳng hạn như ở Plymouth Sound, Portland Harbour và Cherbourg, đã được nâng cao hoặc mở rộng bởi các đê chắn sóng làm bằng đá.